# 华林新村街道
华林新村街道，是中华人民共和国河南省洛陽市瀍河回族区下辖的一个乡镇级行政单位。

## 行政区划
华林新村街道下辖以下地区：
华新社区。